# Dorofejev Tamara
Dorofejev Tamara (Budapest, 1984. június 6. –) magyar országos műkorcsolyabajnok (2001). Nagyon ígéretes fiatal versenyzőnek indult, már háromévesen jégre lépett. A kezdeti junior sikerek után nem sikerült a beilleszkedése a felnőtt mezőnybe, ezért viszonylag fiatalon, 2004-ben 20 évesen visszavonult az aktív korcsolyázástól.

## Eredmények
| Esemény                         | 1997-98 | 1998-99 | 1999-00 | 2000-01 | 2001-02 | 2002-03 | 2003-04 |
| ------------------------------- | ------- | ------- | ------- | ------- | ------- | ------- | ------- |
| világbajnokság                  |         |         |         | 19      |         | 31      |         |
| Európa-bajnokság                |         |         | 9       | 14      | 23      |         |         |
| Magyar Bajnokság                |         |         | 3       | 1       | 2       | 3       | 3       |
| Magyar Junior Bajnokság         | 1       | 1       |         |         |         |         |         |
| Junior világbajnokság           |         |         | 4       | 5       |         |         |         |
| Skate Canada International      |         |         |         | 12      |         |         |         |
| Cup of Russia                   |         |         |         | 10      |         |         |         |
| Bofrost Cup on Ice              |         |         |         |         | 8       |         |         |
| Golden Spin of Zagreb           |         |         | 3       | 3       |         |         |         |
| Ondrej Nepala Memorial          |         |         | 4       |         |         |         |         |
| Finlandia Trophy                |         |         |         | 7       | 8       |         |         |
| European Youth Olympic Festival | 3       |         |         |         |         |         |         |
| Junior Grand Prix Finale        | 6       | 4       | 5       |         |         |         |         |
| JGP Sofia Cup                   | 1       |         |         |         |         |         |         |
| JGP Slowakia                    | 2       |         |         |         |         |         |         |
| JGP Slovenia                    |         | 2       |         |         |         |         |         |
| JGP Ostrava, Csehország         |         | 5       | 2       |         |         |         |         |
| JGP Chemnitz, Németország       |         |         | 3       |         |         |         |         |

## Külső hivatkozások
- Dorofejev Tamara hivatalos magyar nyelvű oldala